# استجابة فليمن
استجابة فليمن (Flehmen response) هي سلوك سلوكي مميز يظهر في مجموعة من الثدييات، بما في ذلك السنوريات مثل القطط والأسود والنمور. يتميز هذا السلوك برفع الحيوان لشفتيه وتغيير وضعية فمه لتمكينه من استنشاق الروائح بشكل أكثر فعالية.

## آلية الاستجابة
تحدث استجابة فليمن عندما يتعرض الحيوان لرائحة معينة، مثل تلك الناتجة عن الإناث خلال موسم التزاوج أو الروائح الناتجة عن حيوانات أخرى. يقوم الحيوان برفع شفته العليا وتوسيع فتحة أنفه، مما يسهل نقل الروائح إلى عضو جاكوبسون (Jacobson's organ)، الذي يقع في سقف الفم ويعمل على معالجة الروائح بشكل أعمق.

## الأسباب الوظيفية

### 1. التزاوج
تعتبر استجابة فليمن شائعة بشكل خاص خلال موسم التزاوج، حيث تساعد الذكور في التعرف على الإناث القابلة للتزاوج من خلال استنشاق الروائح المرتبطة بالهرمونات.

### 2. تحديد الحدود
تستخدم السنوريات هذه الاستجابة لتحديد حدود أراضيها. تُحلل الروائح التي تُترك بواسطة حيوانات أخرى، مثل البول، بشكل أفضل عبر هذه الاستجابة.

### 3. التواصل الاجتماعي
تلعب استجابة فليمن دورًا في التواصل بين الأفراد داخل نفس النوع، حيث توفر معلومات حول الحالة الصحية والعوامل الاجتماعية.

## التأثيرات البيئية
تتأثر استجابة فليمن بعدة عوامل بيئية، مثل التغيرات المناخية والموسمية. قد تختلف الروائح المتاحة بناءً على الفترة الزمنية، مما يؤثر على سلوك الحيوانات.